# Municipio de Palmira
Municipio de Palmira är en kommun i Kuba.   Den ligger i provinsen Provincia de Cienfuegos, i den centrala delen av landet, 230 km öster om huvudstaden Havanna. Antalet invånare är 33 153. Arean är 318 kvadratkilometer.
Terrängen i Municipio de Palmira är platt.